# Hybanthus atropurpureus
Hybanthus atropurpureus là một loài thực vật có hoa trong họ Hoa tím. Loài này được (A.St.-Hil.) Taub. mô tả khoa học đầu tiên năm 1895.